# Ораное
Ора́ное (укр. Оране) — село, входит в Вышгородский район Киевской области Украины.
Население по переписи 2001 года составляло 708 человек. Почтовый индекс — 07250. Телефонный код — 4591. Занимает площадь 3,1 км². Код КОАТУУ — 3222083201.

## Местный совет
07250, Київська обл., Іванківський р-н, с. Оране